# Moose Jaw
Moose Jaw es una ciudad canadiense de la provincia de Saskatchewan, ubicada a orillas del río Moose Jaw.
Está situada sobre la Autopista Transcanadiense, a 77 kilómetros (48 millas) al oeste de Regina, la capital provincial. Los residentes de Moose Jaw son conocidos en inglés como Moose Javians. Es más conocida como una ciudad de retiro y turística que sirve como centro a los cientos de pequeños pueblos y granjas en la región circundante de Saskatchewan. La ciudad está rodeada por el municipio rural de Moose Jaw N º 161. En 2011 la población era de 33 274 habitantes.
Es famoso por Mac, el alce más grande del mundo y en donde está ambientada la serie de dibujos animados canadiense Betty atómica

## Historia
La intersección del río Moose Jaw y el arroyo Thunder fue elegido y registrado en 1881 como un sitio de punto de división para el ferrocarril del Canadian Pacific, cuya construcción fue significativa en la Confederación Canadiense. El suministro de agua fue significativa para las locomotoras de vapor. El establecimiento comenzó allí en 1882 y la ciudad fue incorporada en 1903. Los ferrocarriles jugaron un papel importante en el desarrollo temprano de Moose Jaw, con la ciudad contando tanto con la Canadian Pacific Railway Station y la Canadian National Railway Station. Una presa fue construida en el río en 1883 para crear una fuente de agua permanente.